# Ludvig Norman
Ludvig Norman (28 de agosto de 1831 - 28 de marzo de 1885) fue un compositor, director de orquesta, pianista y profesor de música sueco. Junto con Franz Berwald y Adolf Fredrik Lindblad, se encuentra entre los sinfonistas suecos más importantes del siglo XIX.

## Biografía
Norman nació como Fredrik Vilhelm Ludvig Norman en Estocolmo. Comenzó su formación musical con Lindblad y luego estudió en el Conservatorio de Leipzig de 1848 a 1852, donde también conoció a Robert Schumann. A partir de 1857, enseñó en la Real Academia de Música de Estocolmo. En 1860, se convirtió en director de la Nya harmoniska sällskapet y obtuvo el puesto de Kapellmeister en la Ópera Real de Estocolmo al año siguiente. Después de 1881, dirigió los conciertos corales del Musikvorenigen. Estuvo casado con la destacada violinista Wilma Neruda en 1864. Su hijo Ludwig Norman Neruda fue un famoso alpinista.
Como director, se le recuerda por estrenar la cuarta sinfonía de Franz Berwald el 9 de abril de 1878. Además de su faceta como director, Norman destacó por su calidad como compositor, siendo autor en una amplia variedad de géneros; destacan cuatro sinfonías, cuatro oberturas, cuatro conjuntos de música incidental para obras de teatro, cantatas y música de cámara, así como un gran número de lieder y canciones para coro.
Eel octeto para cuerdas de Woldemar Bargiel estuvo dedicado a Norman y entre sus alumnos se encontraba Elfrida Andrée. Ludvig Norman murió en 1885 en Estocolmo.

## Obra parcial
Orquesta
- Sinfonía N.º 1 en Fa Mayor, Op. 22 (1857)
- Sinfonía N.º 2 en Mi Mayor, Op. 40 (1871)
- Sinfonía N.º 3 en Re Menor, Op. 58 (1881)
- Concierto de Obertura en Mi Mayor, Op. 21 (1856)
- Marcha Fúnebre en memoria de August Söderman, Op. 46 (1876)
- Obertura para Antonio y Cleopatra de Shakespeare, Op. 57 (1881)
- Obertura Festiva en Do Mayor, Op. 60 (1882)
- Concertstück para Piano y Orquesta, Op. 54 (rev.1880)

Música de cámara
- Trío de Piano N.º 1 en Re, Op. 4 (1849, pub. 1853)[5]
- Trío de Piano N.º 2 en Si Menor, Op. 38[6]
- "5 Tonbilder im Zusammenhange" para violín y piano, Op.6 (1851, publ 1854)
- Sonata para Violín y Piano en Re Menor, Op. 3 (1848, pub. 1852)[5]
- Cuarteto de Piano en Mi Menor, Op. 10
- Sexteto de Cuerda en La Mayor, Op. 18
- Sexteto para Piano y Cuerda en A Menor, Op. 29
- Sonata en Sol Menor para Viola y Piano, Op. 32
- Octeto de Cuerda en Do Mayor, Op. 30
- Sonata en Re Mayor para Cello y Piano, Op. 28
- Cuarteto de Cuerda N.º 1 en Mi Mayor (1848)
- Cuarteto de Cuerda N.º 2 en Mi Mayor, Op. 20 (1855)(pub. 1882)[7]
- Cuarteto de Cuerda N.º 4 en Do Menor, Op. 24[8] (1858)
- Cuarteto de Cuerda N.º 5 en Do Mayor, Op. 41/42 (iniciado en 1871, finalizado en 1883)[9]
- Cuarteto de Cuerda N.º 6 en La Menor, Op. 65 (1884, pub. 1887)[5][10]
- Cuarteto de Cuerda en Do Menor, Op. 35